# Edmund Sheffield, 2. Duke of Buckingham and Normanby

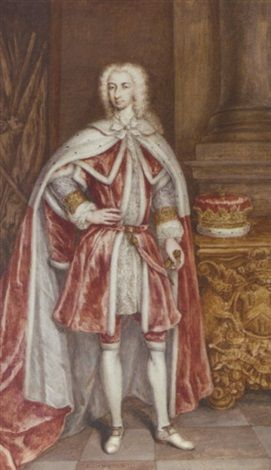
Edmund Sheffield, 2. Duke of Buckingham and Normanby

Edmund Sheffield, 2. Duke of Buckingham and Normanby (* 11. Januar 1716; † 30. Oktober 1735 in Rom), war ein britischer Adliger.

## Leben
Er war der dritte und jüngste legitime Sohn des John Sheffield, 1. Duke of Buckingham and Normanby (1647–1721) aus dessen dritter Ehe mit Lady Catherine Darnley (um 1681–1743), die eine uneheliche Tochter König Jakobs II. war.
Seine beiden älteren Brüder waren bereits vor seiner Geburt gestorben. So erbte er beim Tod seines Vaters am 24. Februar 1721 dessen Adelstitel als 2. Duke of Buckingham and Normanby, 2. Marquess of Normanby, 4. Earl of Mulgrave und 6. Baron Sheffield, einschließlich des damit verbundenen Anspruchs auf einen Sitz im House of Lords, den er aufgrund seiner Minderjährigkeit nie einnahm.
1732 trat er ein Studium am Queen’s College der University of Oxford an. Anschließend diente er 1734 als Aide-de-camp seines exilierten Onkels, James Fitzjames, 1. Duke of Berwick, der zu dieser Zeit im Polnischen Thronfolgekrieg als französischer General am Rhein operierte.
1735 starb er in Rom unverheiratet und kinderlos an Tuberkulose. Seine Adelstitel erloschen. Sein Leichnam wurde nach London überführt und in Westminster Abbey begraben.